# Asociación de Imprentas Universitarias Americanas
La Asociación de Imprentas Universitarias (AUPresses) es una asociación en su mayoría, pero no exclusivamente, de imprentas universitarias estadounidenses. Tiene su sede en Nueva York. Hasta diciembre de 2017, se conocía como la Asociación de Imprentas Universitarias Americanas (AAUP).

## Historia
La Asociación de Imprentas Universitarias Americanas se estableció oficialmente en 1937. Sin embargo, dos docenas de los miembros originales de la AAUP se reunieron regularmente, no oficialmente, desde 1920. Los editores se reunieron para discutir los problemas que enfrentan las imprentas universitarias y los problemas hasta que el grupo comenzó a reunirse formalmente a diario. El grupo creía que las iniciativas cooperativas beneficiarían a las instituciones miembros y las imprentas posteriores. En 1928, trece imprentas universitarias produjeron un catálogo cooperativo de sesenta y cinco títulos. Poco después, el grupo estaba colocando anuncios cooperativos con The New York Times, publicando catálogos de ventas y produciendo el primer directorio educativo, una lista especializada de correo directo de académicos y bibliotecarios estadounidenses. 
El Informe Cheney de1932 alentó actividades conjuntas entre los editores que enfrentaban dificultades económicas causadas por la Gran Depresión e inspiró un memorando de Donald Bean, el secretario del grupo y director de la University of Chicago Press. Bean propuso que el grupo se incorpore formalmente. Después de un anuncio de 1936 de los planes de Farrar & Rheinhardt para establecer al mayorista United University Presses Inc. (renombrado, a instancias del grupo, a "University Books Inc."), el grupo comenzó formalmente bajo un nuevo anuncio. En febrero de 1937, fueron elegidos los primeros jefes de la Asociación de Imprentas Universitarias Americanas. La primera reunión anual se celebró en Chicago en 1946. La membresía continuó creciendo de manera constante, y la creciente actividad de respuesta llevó al establecimiento de una oficina central en 1959. La Asociación fue administrada previamente por voluntarios. En 1964, la asociación fundó una filial comercial, American University Press Services, que apoyó los servicios adicionales de la AAUP durante las próximas dos décadas.
De 1920 a 1970, las instituciones miembros en los Estados Unidos crecieron a una tasa de aproximadamente una por año. De 1970 a 1974, esa tasa se duplicó, con más de diez imprentas fundadas. El período de crecimiento fue reconocido por el presidente Jimmy Carter en el verano de 1978. El presidente Carter proclamó la primera Semana de la Imprenta Universitaria. 

## Lista de imprentas miembro
Según el directorio de membresía en su sitio web, la AUP tiene más de 140 miembros al 2018. 